# Budivoj
Budivoj, Buthue, ou Butue (Polonais Budziwoj) (tué le 8 août 1075) est le fils ainé de Gottschalk le prince des Abodrites, né vraisemblablement de naissance illégitime.

## Prince
Il s'allie avec les  Saxons dans l'espoir de recouvrer le pouvoir et la position de son père, perdu à la suite du meurtre de ce  dernier en 1066 par le slave païen, Kruto.
En 1075, Budivoj est attiré dans un guet-tapant à  Plön par Kruto et tué. Budivoj était réputé auprès de ses contemporains et des chroniqueurs postérieurs pour son hospitalité et son christianisme. Son jeune  demi-frère légitime Henri vengera ultérieurement la mort de  Gottschalk et s'établit comme prince sur les domaines des  Abodrites. Selon  Helmold, Pribislav de Wagrie était sans doute son fils

## Source
- (en) James Westfall Thompson, Feudal Germany, Volume II, New York, Frederick Ungar Publishing, 1928